# U Schnellů
U Schnellů je malostranský podnik patřící k nejdéle fungujícím restauracím v Praze. Nachází se v památkově chráněném domě v Tomášské ulici čp. 27, její název je spojen s významnou německou kupeckou rodinou Schnellů. Za stoly hostince během let zasedalo bezpočet slavných štamgastů z řad pěvců Národního divadla, slavných herců, skladatelů, spisovatelů i výtvarníků.

## Vznik hostince
Rodina Andrease Josefa Schnella přišla do Prahy v polovině 18. století a založila kupecký obchod na Malé Straně. Část dnešního domu, tehdy nazývaného U Obrazu Panny Marie, rodina zakoupila roku 1779. Sousední stavbu – U Zlatého čápa – Schnellovi přikoupili roku 1788. Obě stavby nechali roku 1811 sjednotit do jediné budovy klasicistního stylu. V minulosti zde mohla probíhat i pivovarnická činnost, odborníci se však v názorech rozcházejí. Roku 1860 zde Schnellovi vedle hokynářství zřídili vinárnu, otevření hostince není přesně datované, některé zdroje mluví již o roce 1774, jiné o 1787. Rodina každopádně hostinec pouze vlastnila, provoz řídili nájemci. Díky nedalekému sídlu Poslanecké sněmovny sem od počátku chodila početná klientela zemských poslanců.

## Bedřich Schnell
Schnellové patřili k pražským Němcům. O to se stalo větší senzací, když 10. května 1897 zemřel poslední mužský potomek rodu, bývalý policejní komisař Bedřich Schnell, a odkázal většinu obrovského rodinného majetku ryze českým spolkům v čele s Maticí školskou. Jeho čin způsobil mezi vlastenci obrovské pozdvižení, díky čemuž měl majestátní pohřeb. Karel Václav Rais napsal o jeho životě spis, který ilustracemi vyzdobil malíř Josef Ženíšek, zatímco sochař Vilím Amort vytvořil pro Schnellův náhrobek bronzovou plaketu.

## Slavní hosté
Odkaz mecenáše Bedřicha Schnella pomohl zviditelnit malostranský hostinec, kde během dalších let sedávalo mnoho slavných osobností jako pěvci a herci Eduard Vojan, Karel Burian, Rudolf Deyl starší, Jiřina Šejbalová, Zdeněk Štěpánek, Růžena Nasková, spisovatel Vilém Mrštík, básníci Vítězslav Nezval a Jaroslav Seifert, malíř Adolf Kašpar, karikaturista Adolf Hoffmeister, skladatelé Rudolf Friml, Karel Weis, Karel Kovařovic nebo písničkář Karel Hašler a mnozí další. V druhé polovině 20. století sem chodil i Jan Werich, Bedřich Kopecný, Jiří Winter Neprakta, Bohumil Hrabal nebo Vladimír Boudník. Přímo v domě také bydlel scenárista, režisér a producent Pavel Juráček. Historii podniku popsal spisovatel Lukáš Berný v knize Kde pijí múzy 4 – Z Malé Strany na Hradčany (2017).

## Vrchní, prchni
V šedesátých letech 20. století mezi častými hosty nechyběli ani členové Divadla Járy Cimrmana, kteří vystupovali v protějším sále Malostranské besedy. Právě v hostinci U Schnellů došlo k situaci, kdy si jeden z hostů spletl Zdeňka Svěráka s číšníkem a chtěl mu zaplatit útratu. Nedorozumění později Svěrák s Ladislavem Smoljakem rozvedli do scénáře filmu Vrchní, prchni (přičemž jedna z jeho scén se přímo v hostinci natáčela).